# Smoothie King
A Smoothie King Franchises Inc. (conhecida como Smoothie King) é uma empresa americana de capital fechado que opera uma cadeia de lojas de varejo especializadas na venda de smoothies. Fundada em 1973, a empresa foi comprada por um franqueado sul-coreano em 2012. No final da década de 2010, a empresa estava se concentrando em ingredientes integrais e não modificados.

## História
O Smoothie King foi fundado em 1973 em Kenner, Luisiana por Steve e Cindy Kuhnau. Em novembro de 2012, o Smoothie King ainda era uma empresa de capital fechado.
Em 2012, Wan Kim - um franqueado sul-coreano do Smoothie King desde 2002 - comprou a empresa dos Kuhnaus. Em seguida, Kim adquiriu US$ 58 milhões (equivalente a cerca de US$ 77 milhões em 2023) da Standard Charter Private Equity e do National Pension Fund para expandir a empresa. Para ter sucesso nesse crescimento, Kim tinha vários planos para a Smoothie King. Kim planejava abrir 800 novas franquias e as primeiras 200 lojas corporativas da empresa. Ele também planejava fazer experiências com a venda de saladas e wraps nesses últimos locais (na Coreia do Sul, eles representavam mais de 20% da receita de Kim).
Em 2009, a receita por loja do Smoothie King foi de cerca de US$ 285.000 e chegou a US$ 362.000 em 2012. Em toda a empresa, a receita foi de US$ 372,5 milhões no ano fiscal de 2017 e US$ 415,7 milhões no ano fiscal de 2018.
No início de 2014, o Smoothie King fez um contrato com o New Orleans Pelicans para mudar o nome da New Orleans Arena para Smoothie King Center. O contrato era para 2014–2024, e o Smoothie King tem a opção de estender o contrato até 2034. A National Basketball Association exigiu que todos os produtos da Smoothie King fossem testados antes da conclusão do contrato, para garantir que não contivessem nenhuma substância proibida pela liga; o teste foi um processo de oito meses.

### Pessoal
CEO desde 2012, Wan Kim teve Tom O'Keefe como presidente corporativo da Smoothie King em 2014, e em fevereiro de 2019 ele substituiu Jennifer Herskind por Rebecca Miller (anteriormente da On the Border Mexican Grill & Cantina) como CMO. Kim embaralhou ainda mais suas posições corporativas em setembro de 2019: o COO Dan Harmon adicionou o presidente ao seu prato (substituindo O'Keefe), o diretor de desenvolvimento Kevin King tornou-se o diretor de desenvolvimento de negócios e Miller foi promovido a chefe de marketing de campo.

### Locais
Em 2012, a Smoothie King estava sediada em Covington, Luisiana. Naquele ano, no entanto, a empresa aproveitou US$ 2,4 milhões (equivalente a cerca de US$ 3 milhões em 2023) de incentivos para se mudar para Metairie, Luisiana, aproximadamente 64 km (40 milhas) ao sul. O Smoothie King está sediado em Coppell, Texas.
Predominantemente nos Estados Unidos, o Smoothie King também tem filiais na Coreia do Sul, Ilhas Cayman, Trindade e Tobago, e anteriormente tinha lojas em Singapura (que abriram em dezembro de 2012, mas fecharam permanentemente em 2016). O CEO Wan Kim detalhou explicitamente que a empresa evita locais de clima frio devido a falhas de outras empresas de smoothies lá. Em 2018, a empresa abriu sua 1001ª loja.

## Produtos
Em 1º de janeiro de 2013, o Center for Science in the Public Interest concedeu ao Peanut Power Plus Grape Smoothie sua “des-honra” Xtreme Eating por sua falta de saúde; consistindo em “manteiga de amendoim, banana, açúcar e suco de uva”, um copo de 1.200 ml tinha 1.460 calorias (6.100 kJ) e 214 gramas (7,5 oz) de açúcar.
Em março de 2019, a empresa estava se concentrando em sua “iniciativa Clean Blends”, na qual os cardápios das lojas apresentavam mais smoothies com frutas e vegetais inteiros, sem corantes alimentares, sabores artificiais, conservantes e açúcar adicionado.